# Dobrá Voda (powiat Pelhřimov)
Dobrá Voda – gmina w Czechach, w powiecie Pelhřimov, w kraju Wysoczyna.
1 stycznia 2017 gminę zamieszkiwały 194 osoby, a ich średni wiek wynosił 42,0 roku.